# كيناز بروتين آر
كيناز بروتين آر أو بروتين كيناز آر هو إنزيم يُشَفِّرُهُ الجين EIF2AK2 في الإنسان. الجين يحمي من الالتهابات الفيروسية.